# Akure
Akure   este un oraș  în  Nigeria. Este reședința  statului  Ondo.

## Personalități marcante
- Philip Emeagwali (n. 1954), inginer geolog;
- Victor Boniface (n. 2000), fotbalist.